# Дольск (Ковельский район)
Дольск (укр. Дольськ) — село в Турийской поселковой общине Ковельского района Волынской области Украины.
До 2020 года входило в Турийский район.
Код КОАТУУ — 0725580901. Население по переписи 2001 года составляет 480 человек. Почтовый индекс — 44814. Телефонный код — 3363. Занимает площадь 1,813 км².